# Havdrup
Havdrup – miasto w Danii, w regionie Zelandia, w gminie Solrød.